# XV Legislatura da Terceira República Portuguesa
A XV Legislatura foi a legislatura da Assembleia da República de Portugal, resultante das eleições legislativas de 30 de janeiro de 2022.
Após um recorde de 10 forças políticas representadas no plenário durante a XIV Legislatura, a XV Legislatura viu esse número reduzir para oito, atendendo a que o CDS – Partido Popular e o Partido Ecologista "Os Verdes" perderam a respetiva representação parlamentar, não tendo logrado eleger qualquer deputado.

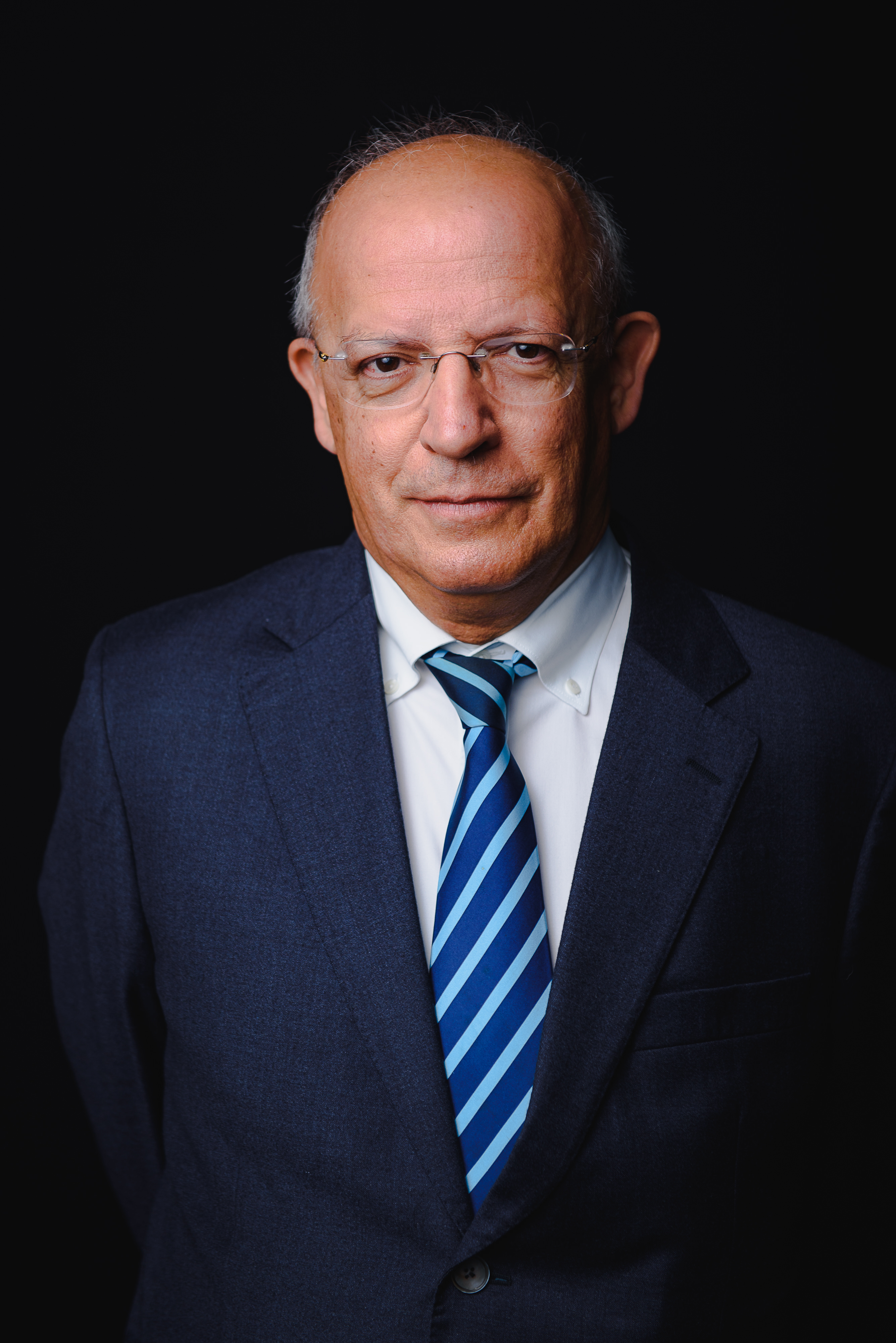
Augusto Santos Silva, Presidente da Assembleia da República
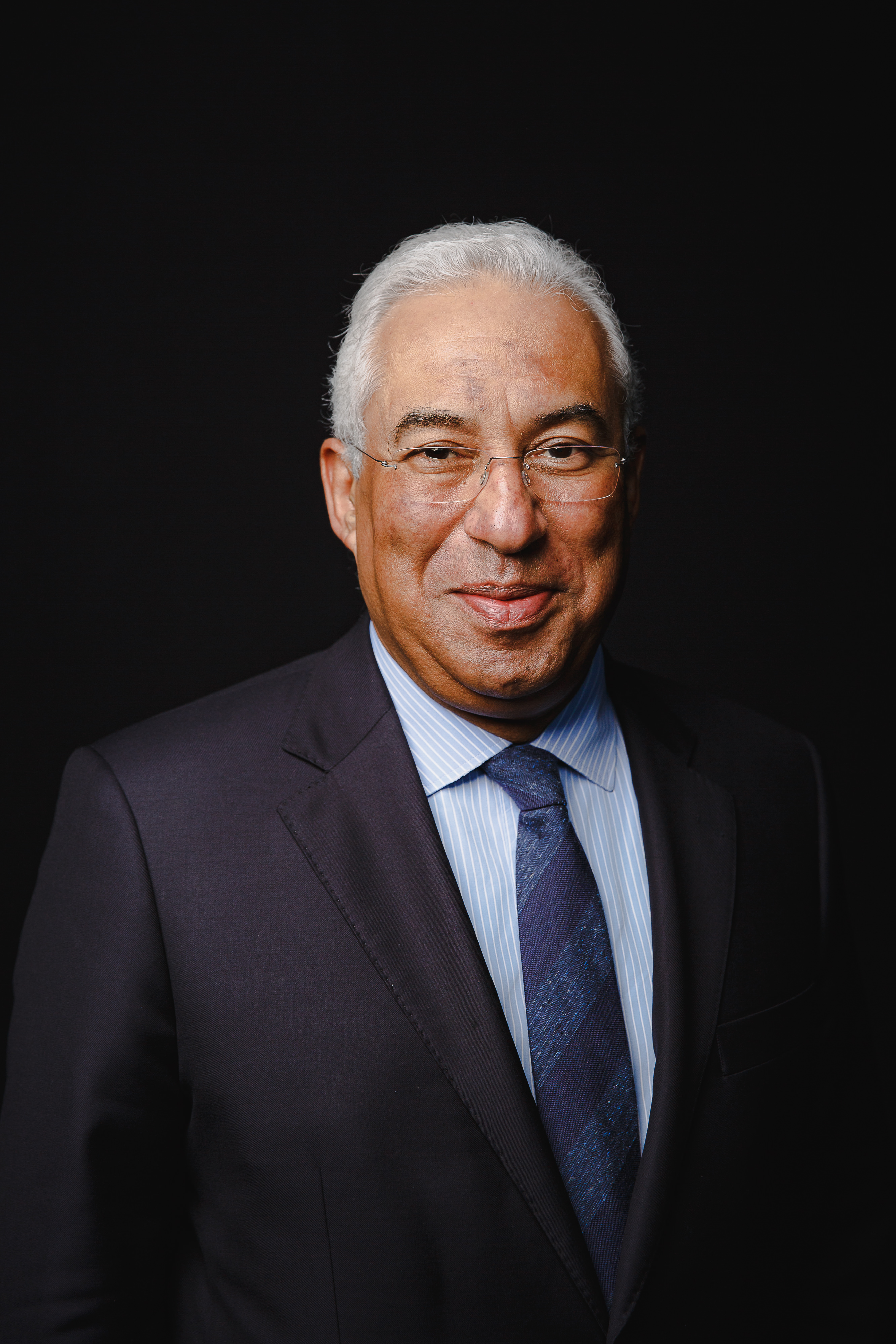
António Costa, Primeiro-Ministro do XXIII Governo Constitucional
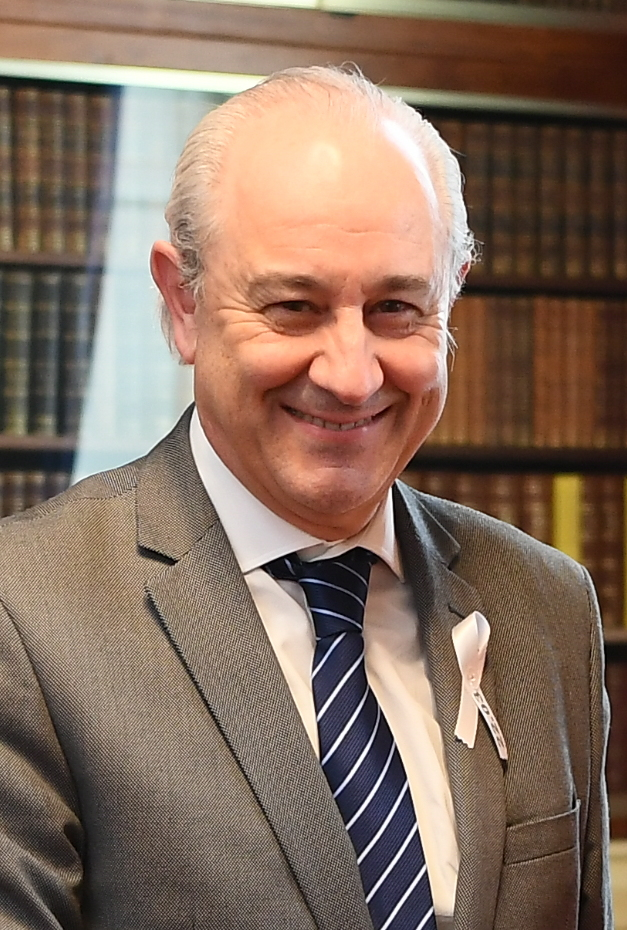
Rui Rio, Líder da Oposição, até 3 de julho de 2022.
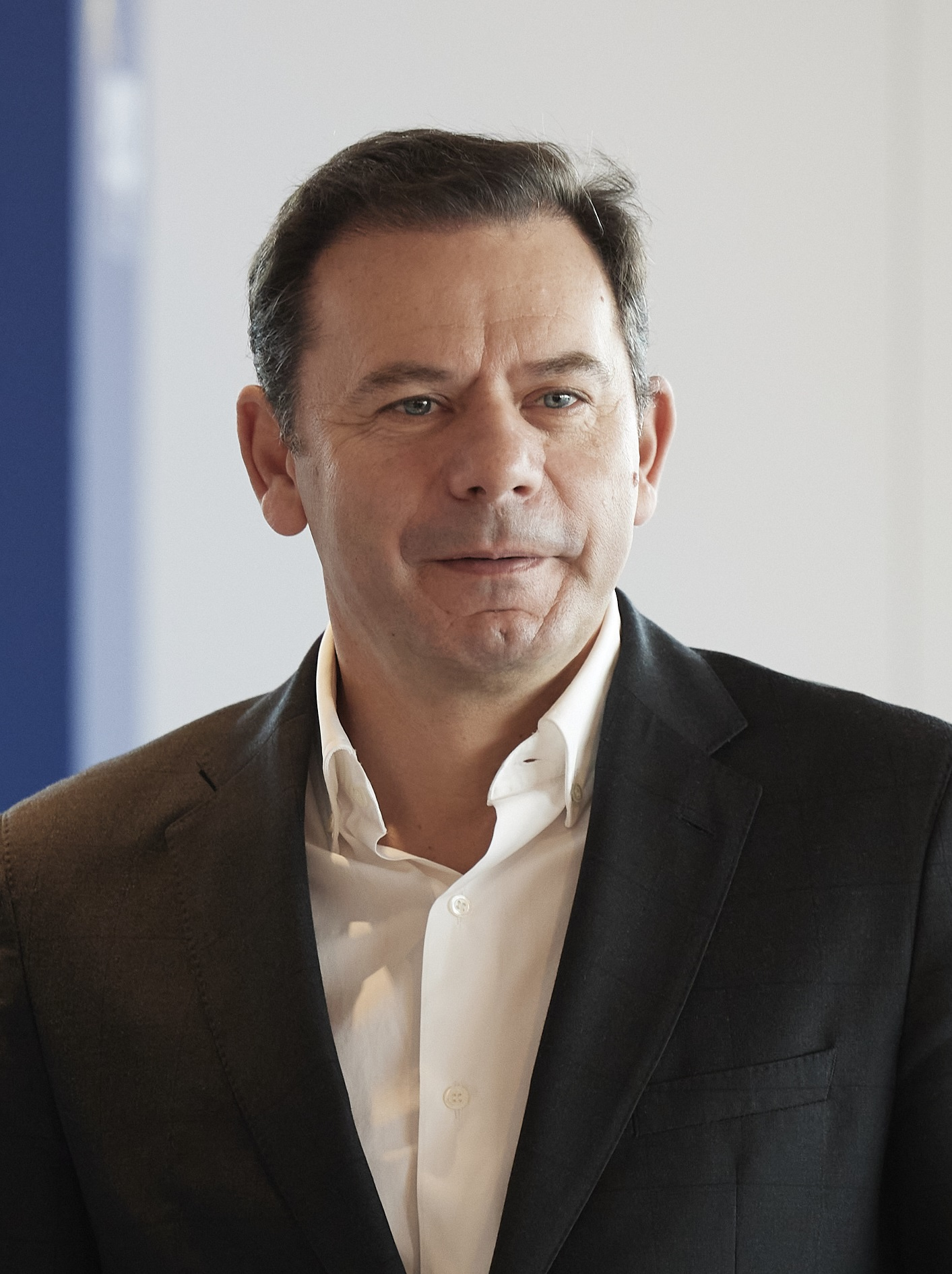
Luís Montenegro, Líder da Oposição, desde 3 de julho de 2022.

## Composição da Assembleia da República
|   | Partido                     | Partido | 2022 mar. 29 | 2024 jan. 11 | 2024 jan. 22 |
| • | Partido Socialista          | 120     | 120          | 120          |              |
|   | Partido Social Democrata    | 77      | 76           | 75           |              |
|   | CHEGA                       | 12      | 12           | 12           |              |
|   | Iniciativa Liberal          | 8       | 8            | 8            |              |
|   | Partido Comunista Português | 6       | 6            | 6            |              |
|   | Bloco de Esquerda           | 5       | 5            | 5            |              |
|   | Pessoas-Animais-Natureza    | 1       | 1            | 1            |              |
|   | Livre                       | 1       | 1            | 1            |              |
|   | Não inscritos               | 0       | 1            | 2            |              |

(•) Partido do XXIII Governo Constitucional de Portugal

## Mesa da Assembleia da República
| Presidente       |      | Augusto Santos Silva | Partido Socialista       |
| Vice-Presidentes |      | Edite Estrela        | Partido Socialista       |
| Vice-Presidentes |      | Adão Silva           | Partido Social Democrata |
| Vice-Presidentes | Vago |                      |                          |
| Vice-Presidentes | Vago |                      |                          |
| Secretários      |      | Maria da Luz Rosinha | Partido Socialista       |
| Secretários      |      | Palmira Maciel       | Partido Socialista       |
| Secretários      |      | Duarte Pacheco       | Partido Social Democrata |
| Secretários      |      | Lina Lopes           | Partido Social Democrata |

## Grupos parlamentares

### Liderança dos grupos parlamentares
| Partido | Partido | Líder do Partido                                                | Presidente do Grupo Parlamentar                              | Vice-Presidentes | Deputados |
| ------- | ------- | --------------------------------------------------------------- | ------------------------------------------------------------ | --- | --------- |
|         | PS      | António Costa (2022–2024) Pedro Nuno Santos (2024–presente)     | Eurico Brilhante Dias                                        | Berta Nunes João Torres Hugo Pires Pedro Delgado Alves Porfírio Silva Susana Amador Carlos Pereira Francisco César Francisco Rocha Jamila Madeira Maria Almeida Santos Rosário Gamboa                        | 120       |
|         | PPD/PSD | Rui Rio (2022) Luís Montenegro (2022–presente)                  | Paulo Mota Pinto (2022) Joaquim Miranda Sarmento (2022–2024) | Ricardo Baptista Leite João Moura Paula Cardoso Paulo Rios de Oliveira Catarina Rocha Ferreira Clara Marques Mendes Joaquim Pinto Moreira Andreia Neto Hugo Oliveira Hugo Carneiro Alexandre Poço Luís Gomes | 77        |
|         | CH      | André Ventura                                                   | Pedro Pinto                                                  | Rui Paulo Sousa Bruno Nunes | 12        |
|         | IL      | João Cotrim de Figueiredo (2022–2023) Rui Rocha (2023–presente) | Rodrigo Saraiva                                              | Carla Castro (2022–2023) | 8         |
|         | PCP     | Jerónimo de Sousa (2022) Paulo Raimundo (2022–presente)         | Paula Santos                                                 | Bruno Dias Alma Rivera | 6         |
|         | B.E.    | Catarina Martins (2022-2023) Mariana Mortágua (2023-presente)   | Pedro Filipe Soares                                          | Mariana Mortágua | 5         |
|         | PAN     | Inês Sousa Real (deputada única)                                | Inês Sousa Real (deputada única)                             | | 1         |
|         | L       | Grupo de Contacto                                               | Rui Tavares (deputado único)                                 | | 1         |

### Eleições dos Presidentes dos Grupos Parlamentares

#### Partido Socialista (31 de março de 2022)
| Candidato        | Candidato             | Círculo eleitoral | Votos |
| ---------------- | --------------------- | ----------------- | ----- |
|                  | Eurico Brilhante Dias | Leiria            | 110   |
|                  |                       |                   |       |
| Totais           | Totais                | Totais            | 118   |
| Brancos ou nulos | Brancos ou nulos      | Brancos ou nulos  | 8     |
| Votos            | Votos                 | Votos             | 120   |
| Fonte: TSF       |                       |                   |       |

#### Partido Social-Democrata (7 de abril de 2022)
| Candidato        | Candidato        | Círculo eleitoral | Votos |
| ---------------- | ---------------- | ----------------- | ----- |
|                  | Paulo Mota Pinto | Leiria            | 71    |
|                  |                  |                   |       |
| Totais           | Totais           | Totais            | 75    |
| Brancos ou nulos | Brancos ou nulos | Brancos ou nulos  | 4     |
| Votos            | Votos            | Votos             | 75    |
| Fonte: TSF       |                  |                   |       |

#### Partido Social-Democrata (13 de julho de 2022)
Na sequência das eleições diretas do PSD, que elegeram Luís Montenegro como Presidente do partido, Paulo Mota Pinto apresentou a demissão, abrindo caminho para uma nova eleição para a Presidência do Grupo Parlamentar.
| Candidato                 | Candidato                | Círculo eleitoral | Votos |
| ------------------------- | ------------------------ | ----------------- | ----- |
|                           | Joaquim Miranda Sarmento | Lisboa            | 46    |
|                           |                          |                   |       |
| Totais                    | Totais                   | Totais            | 76    |
| Brancos ou nulos          | Brancos ou nulos         | Brancos ou nulos  | 30    |
| Votos                     | Votos                    | Votos             | 76    |
| Fonte: Diário de Notícias |                          |                   |       |

#### Chega (2 de junho de 2022)
| Candidato                | Candidato   | Círculo eleitoral | Votos       |
| ------------------------ | ----------- | ----------------- | ----------- |
|                          | Pedro Pinto | Faro              | Unanimidade |
| Fonte: Correio da Manhãl |             |                   |             |

#### Iniciativa Liberal (4 de fevereiro de 2022)
| Candidato            | Candidato       | Círculo eleitoral | Votos              |
| -------------------- | --------------- | ----------------- | ------------------ |
|                      | Rodrigo Saraiva | Lisboa            | Sem votação formal |
| Fonte: Nascer do Sol |                 |                   |                    |

#### Partido Comunista Português (10 de fevereiro de 2022)
| Candidato      | Candidato    | Círculo eleitoral | Votos              |
| -------------- | ------------ | ----------------- | ------------------ |
|                | Paula Santos | Setúbal           | Sem votação formal |
| Fonte: Público |              |                   |                    |

#### Bloco de Esquerda (24 de março de 2022)
| Candidato                 | Candidato           | Círculo eleitoral | Votos              |
| ------------------------- | ------------------- | ----------------- | ------------------ |
|                           | Pedro Filipe Soares | Lisboa            | Sem votação formal |
| Fonte: Diário de Notícias |                     |                   |                    |

## Comissões Parlamentares da XV Legislatura
| Comissão                                                                   | Sigla     | Presidente              | Presidente | Presidente | Vice-Presidentes                                      |
| -------------------------------------------------------------------------- | --------- | ----------------------- | ---------- | ---------- | ----------------------------------------------------- |
| Comissão de Assuntos Constitucionais, Direitos, Liberdades e Garantias     | 1CACDLG   | Fernando Negrão         |            | PSD        | Cláudia Santos (PS) Pedro Pinto (CH)                  |
| Comissão de Negócios Estrangeiros e Comunidades Portuguesas                | 2CNECP    | Sérgio Sousa Pinto      |            | PS         | Olga Silvestre (PSD) Diogo Pacheco de Amorim (CH)     |
| Comissão de Defesa Nacional                                                | 3CDN      | Marcos Perestrello      |            | PS         | António Prôa (PSD) Patrícia Gilvaz (IL)               |
| Comissão de Assuntos Europeus                                              | 4CAE      | Luís Capoulas Santos    |            | PS         | Clara Marques Mendes (PSD) Bernardo Blanco (IL)       |
| Comissão de Orçamento e Finanças                                           | 5COF      | Filipe Neto Brandão     |            | PS         | Hugo Carneiro (PSD) Rui Afonso (CH)                   |
| Comissão de Economia, Obras Públicas, Planeamento e Habitação              | 6CEOPPH   | Afonso Oliveira         |            | PSD        | Pedro Coimbra (PS) Carlos Guimarães Pinto (IL)        |
| Comissão de Agricultura e Pescas                                           | 7CAP      | Pedro do Carmo          |            | PS         | Artur Soveral Andrade (PSD) Pedro Frazão (CH)         |
| Comissão de Educação e Ciência                                             | 8CEC      | Alexandre Quintanilha   |            | PS         | Germana Rocha (PSD) Carla Castro (IL)                 |
| Comissão de Saúde                                                          | 9CS       | António Maló de Abreu   |            | PSD        | Jorge Seguro Sanches (PS) João Dias (PCP)             |
| Comissão de Trabalho, Segurança Social e Inclusão                          | 10CTSSI   | Isabel Meirelles        |            | PSD        | Ana Bernardo (PS) Diana Ferreira (PCP)                |
| Comissão de Ambiente e Energia                                             | 11CAENE   | Tiago Brandão Rodrigues |            | PS         | Hugo Patrício Oliveira (PSD) Pedro Filipe Soares (BE) |
| Comissão de Cultura, Comunicação, Juventude e Desporto                     | 12CCCJD   | Luís Graça              |            | PS         | Cláudia Bento (PSD) Joana Mortágua (BE)               |
| Comissão de Administração Pública, Ordenamento do Território e Poder Local | 13CAPOTPL | Isaura Morais           |            | PSD        | João Azevedo (PS) Bruno Nunes (CH)                    |
| Comissão de Transparência e Estatuto dos Deputados                         | 14CTED    | Alexandra Leitão        |            | PS         | Rui Cruz (PSD) Rui Paulo Sousa (CH)                   |

## Eleições

### Eleição do Presidente
| Candidato                                | Grupo parlamentar | Grupo parlamentar | Votos |
| ---------------------------------------- | ----------------- | ----------------- | ----- |
| Augusto Santos Silva                     |                   | PS                | 156   |
|                                          |                   |                   |       |
| Totais                                   | Totais            | Totais            | 156   |
| Votos necessários                        | Votos necessários | Votos necessários | 116   |
| Brancos ou nulos                         | Brancos ou nulos  | Brancos ou nulos  | 74    |
| Votos                                    | Votos             | Votos             | 230   |
| Fonte: Diário da Assembleia da República |                   |                   |       |

### Eleição dos Vice Presidentes

#### 31 de março de 2022
| Candidato                 | Grupo parlamentar | Grupo parlamentar | Votos |
| ------------------------- | ----------------- | ----------------- | ----- |
| Edite Estrela             |                   | PS                | 159   |
| Adão Silva                |                   | PSD               | 190   |
| Diogo Pacheco de Amorim   |                   | CH                | 35    |
| Gabriel Mithá Ribeiro     | 37                | CH                |       |
| João Cotrim de Figueiredo |                   | IL                | 108   |
|                           |                   |                   |       |
| Totais                    | Totais            | Totais            | 224   |
| Votos necessários         | Votos necessários | Votos necessários | 116   |
| Fonte: Observador         |                   |                   |       |

#### 22 de setembro de 2022
| Candidato           | Grupo parlamentar | Grupo parlamentar | Votos |
| ------------------- | ----------------- | ----------------- | ----- |
| Rui Paulo Sousa     |                   | CH                | 64    |
|                     |                   |                   |       |
| Totais              | Totais            | Totais            | 64    |
| Votos necessários   | Votos necessários | Votos necessários | 116   |
| Brancos ou nulos    | Brancos ou nulos  | Brancos ou nulos  | 137   |
| Votos               | Votos             | Votos             | 213   |
| Fonte: CNN Portugal |                   |                   |       |

#### 16 de março de 2023
| Candidato                 | Grupo parlamentar | Grupo parlamentar | Votos |
| ------------------------- | ----------------- | ----------------- | ----- |
| Jorge Valsassina Galveias |                   | CH                | 58    |
|                           |                   |                   |       |
| Totais                    | Totais            | Totais            | 58    |
| Votos necessários         | Votos necessários | Votos necessários | 116   |
| Brancos ou nulos          | Brancos ou nulos  | Brancos ou nulos  | 140   |
| Votos                     | Votos             | Votos             | 198   |
| Fonte: Diário de Notícias |                   |                   |       |